# Pizia (figlia di Ermia)
Pizia (in greco antico: Πυθιάς?, Pythiás; Atarneo, 360 a.C. circa – prima del 322 a.C.) è stata una biologa greca antica.

## Biografia
La sua data di nascita non è certaː pare che fiorisse intorno al 340 a.C. e, quindi, sarebbe nata circa vent'anni prima. 
Fu legata alla famiglia di Ermia di Atarneo, anche se le informazioni delle fonti sulla relazione tra Pizia ed Ermia sono contraddittorie. Il dossografo Aristocle di Messene, filosofo peripatetico che difende Aristotele dalle calunnie, afferma che fosse sorella e allo stesso tempo figlia adottiva di Ermia, mentre Diogene Laerzio, che si riferisce all'opera Su poeti e scrittori con lo stesso nome dello studioso Demetrio di Magnesia, scrive che Pizia era figlia o nipote di Ermia. Strabone, invece, la descrive come la figlia del fratello di Ermia. Per ragioni cronologiche, comunque, è improbabile che fosse una sorella di Ermia.
Pizia fu prima moglie di Aristotele, da cui ebbe una figlia, sua omonima e, secondo alcuni, anche Nicomaco . Sarebbe morta ad Atene dopo il 326 a.C., 

## Opere
Pizia presumibilmente lavorò con il marito, Aristotele, su una enciclopedia di materiali che raccolsero durante la luna di miele a Mitilene. È noto che raccolse una serie di esemplari di esseri viventi.